# Teatre Castelar
El teatre Castelar és un teatre amb capacitat per a 751 espectadors situat en la localitat valenciana d'Elda (Vinalopó Mitjà). Rep el nom de l'il·lustre polític Emilio Castelar, que va residir a Elda part de la seua infància i joventut.

## Història

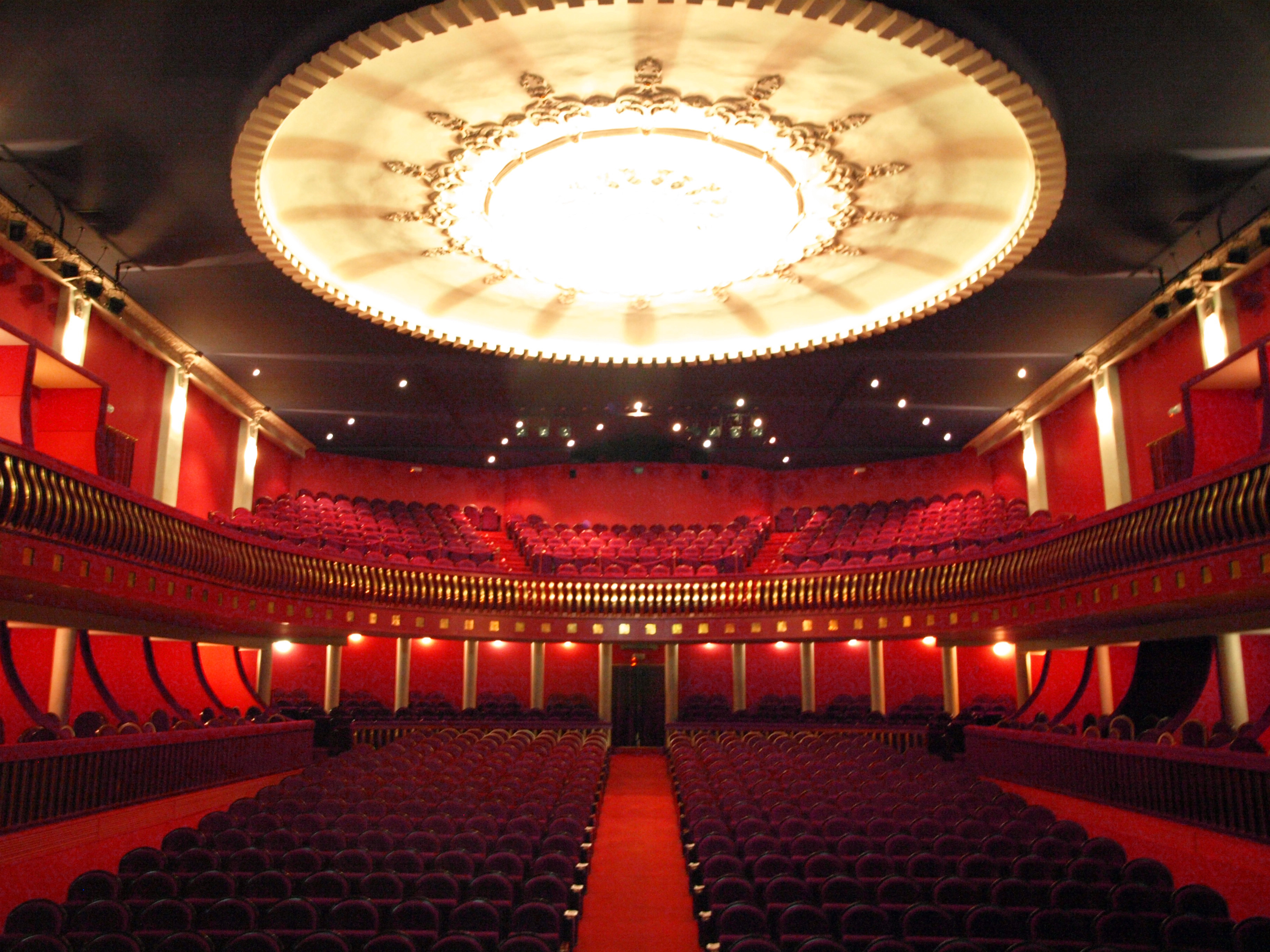
Interior del teatre

Promogut per la Sociedad Artística-Recreativa La Eldense, grup d'entusiastes integrat fonamentalment per músics eldencs, el teatre Castelar va començar a edificar-se l'any 1902 amb un projecte tècnic elaborat per l'arquitecte alacantí Enrique Sánchez Sedeño. L'11 de setembre de 1904 va ser inaugurat amb la sarsuela El Milagro de la Virgen del mestre Ruperto Chapí.
Al llarg dels anys ha sofrit diverses reformes, la primera en profunditat es va realitzar el 1921, d'acord amb el projecte de l'arquitecte valencià Alfonso García, quan s'hi van afegir llotges, platees i l'amfiteatre, que van donar al teatre millor distribució, major comoditat i major elegància. Al començament de la dècada de 1930 i en coincidència amb l'aparició del cinema sonor, el teatre i la sarsuela van quedar en un segon pla i les projeccions cinematogràfiques van començar a ser la principal activitat al teatre.
El 1951 va ser venut a una societat particular formada per Andrés Aguado i Ramón Sellés. Encara que va continuar amb un ús majoritàriament cinematogràfic, el teatre va acollir també representacions teatrals, concerts i altres espectacles artístics, normalment organitzats per l'Ajuntament o per la Junta Central de Comparses mitjançant lloguer. Hi passaren grans figures del teatre i la cançó d'aquelles dècades, però van ser sens dubte les actuacions dels artistes eldencs Pedrito Rico i Antonio Gades, de gran projecció internacional, les que van alçar major passió entre el públic local. A la fi dels anys seixanta del segle xx després de la mort de Sellés, el Banc de Bilbao volia comprar el solar per enderrocar el teatre i construir-hi un immoble d'oficines. Els hereus de Sellés eren interessats per aquesta proposta, però Aguado volia salvar el teatre i va fer un prèstec per comprar llur part i evitar l'enderroc.
La dècada dels huitanta, la rendibilitat econòmica del teatre era cada vegada menor i això va fer que a poc a poc, la deixadesa i la falta de manteniment van deteriorar l'edifici i al setembre de 1990 es van detectar deficiències en la instal·lació elèctrica, i l'edifici es va tancar per decret de l'alcalde Roberto García Blanes, sense donar al propietari un moment de respir per pal·liar les deficiències. Després d'un llarg procés expropiatori, el consistori va adquirir l'edifici.
El 1997, mentre era alcalde Juan Pascual Azorín, es va convocar un concurs d'idees per adjudicar la rehabilitació del Teatre, la qual va anar a parar a l'arquitecte Mariano Cuevas. Durant les obres s'hi va descobrir sota l'escenari un túnel que feia part d'un refugi antiaeri de la guerra civil. El 7 d'abril de 1999 el teatre va obrir novament les seues portes.